# Svensk Pingstmission
Svensk Pingstmission, SPM, bildades den 22 september 2001 för att få en ekonomiskt effektivare organisation för det missionsarbete som utförs av den svenska pingströrelsen.
- PMU Interlife
- IBRA Radio
- TV-Inter
- ICBI
- PIL